# 百子胡同
百子胡同，是位于中国北京市西城区中部的一条胡同。现已无存。

## 简介
百子胡同是从东北到西南的曲折走向，东到花园宫胡同，南到成方街，西到复兴门北顺城街。全长248米，平均宽3.5米。清朝称“铁匠营”，是铁匠营的所在地，故得名。1911年之后，北部称“铁匠营”，中部、南部改称“百子胡同”。1965年北京市整顿地名，将两段合并统称为“百子胡同”。1990年代拆除，原址建百盛购物中心二期、国际企业大厦。